# Phare d'Upper Cedar Point
Le phare de Upper Cedar Point (en anglais : Upper Cedar Point Light), était un phare offshore de type screw-pile lighthouse  situé sur la rivière Potomac dans le comté de Charles, dans le Maryland. Il a été remplacé par une balise moderne.

## Historique
Un bateau-phare desservait la station depuis 1821. En 1867, une petite structure carrée sur pilotis fut construite sur le site. Il a servi jusqu'en 1876, lorsque le phare de Mathias Point a été construit à l'est. Cependant, le Comité des phares reçut de nombreuses plaintes et réactiva le feu en 1882. Cinq ans après le rallumage du phare, Thomas Edwin Speake en fut le gardien. Le phare est resté actif jusqu'en 1963.
En 1963, il a été démantelé et remplacé par une petite tour automatique montée sur la fondation d'origine.

## Description
Le phare actuel est une tourelle métallique à claire-voie, avec une balise.Il émet, à une hauteur focale de 4,5 m, un éclat rouge  toutes les 6 secondes. Sa portée n'est pas connue.
Identifiant : ARLHS : USA-867 ; USCG : 2-17880 ; Admiralty : J1908 

### Lien connexe
- Liste des phares du Maryland